# Phlebiopsis
Phlebiopsis Jülich (żylica) – rodzaj grzybów z rodziny korownicowatych (Phanerochaetaceae).

## Charakterystyka
Grzyby kortycjoidalne o bazydiokarpie rocznym, rozpostartym, rozproszonym, o konsystencji od woskowatej do błoniastej. Hymenofor gładki do odontoidalnego. System strzępkowy monomityczny, strzępki z prostą przegrodą, szkliste, zwarte, strzępki generatywne grubościenne, subikulum dobrze rozwinięte. Cystydy szkliste, grubościenne, inkrustowane. Podstawki wąsko maczugowate, szkliste z 4 sterygmami i prostą przegrodą u podstawy. Bazydiospory cylindryczne do elipsoidalnych, szkliste, cienkościenne, nieamyloidalne.
Phlebiopsis jest blisko spokrewniony z Phanerochaete; oba te rodzaje mają strzępki generatywne z prostymi przegrodami i cystydy. Według niektórych mykologów (Burdsall 1985, Nakasone 1990), Phlebiopsis, a także Scopuloides, są spokrewnione z Phanerochaete, ale filogeneza tej grupy jest nieco bardziej złożona, jak w 2010 r. wykazali Wu i inni. Morfologicznie Phlebiopsis różni się od Phanerochaete głównie owocnikiem z grubym i gęstym subikulum z niewyraźnie zlepionymi strzępkami. Scopuloides różni się od poprzednich rodzajów wyraźnie woskowatym owocnikiem z gęstym kontekstem i mniej rozwiniętym subikulum.

## Systematyka i nazewnictwo
Pozycja w klasyfikacji według Index Fungorum: Phanerochaetaceae, Polyporales, Incertae sedis, Agaricomycetes, Agaricomycotina, Basidiomycota, Fungi.
Polską nazwę nadali Barbara Gumińska i Władysław Wojewoda w 1983 r. W polskim piśmiennictwie mykologicznym należące do tego rodzaju gatunki opisywane były także jako korownica lub skórnikowiec.
Gatunki występujące w Polsce:
- Phlebiopsis crassa (Lév.) Floudas & Hibbett 2015 – tzw. skórnikowiec purpurowy
- Phlebiopsis gigantea (Fr.) Jülich 1978 – żylica olbrzymia

Nazwy naukowe na podstawie Index Fungorum. Wykaz gatunków i nazwa polska według B. Gumińskiej i W. Wojewody.